# Aliens versus Predator (videojuego)
Aliens versus Predator (usualmente abreviado AvP o AvP1)es un videojuego de ciencia ficción de disparos en primera persona, lanzado para PC y Mac en 1999. El juego está basado en la franquicia Aliens vs. Predator, que une los universos de Alien y Depredador. Además de la PC y Mac, el juego fue lanzado de forma no oficial para Linux en 2001 y luego para Xbox en 2009 después de que Rebellion, el estudio que lo desarrolló, liberara el código del juego. Una secuela del juego, Aliens versus Predator 2, fue lanzada en 2001.
Una versión exclusiva para Steam fue lanzada a principios de 2010 bajo el nombre Aliens vs. Predator Classic 2000 en conmemoración del lanzamiento de la nueva versión del juego, Aliens vs. Predator.

## Modos de juego

### Un jugador
La campaña de un jugador de Aliens versus Predator sigue el mismo estilo de juego que otros juegos del género, con el jugador avanzando a través de niveles y eliminando enemigos en el camino. Lo que hace único a Aliens versus Predator, es que tiene tres campañas bien diferenciadas, en las cuales el jugador toma el lugar de un Depredador, un Alien o un Infante de Marina Colonial, cada uno con habilidades y características únicas.
El infante de marina utiliza armadura de combate y numerosas armas que utiliza para combatir tanto xenomorfos como depredadores. Para mejorar su visión en los oscuros ambientes del juego, el jugador puede utilizar bengalas y/o lentes de visión nocturna. El infante de marina también trae consigo un detector de movimiento.
El depredador utiliza prácticamente todas las armas que la criatura de las primeras dos películas, entre ellas el láser montado en el hombro y las cuchillas de la muñeca. También tiene la habilidad de rotar entre varios modos de visión que le ayudan a detectar tanto a Aliens como humanos en la oscuridad y a la distancia, puede volverse casi invisible y es considerablemente más durable que las otras dos razas.
El Alien no cuenta con ningún arma y ataca utilizando sus garras, mandíbula o cola. Es el más rápido de los tres, tiene la habilidad de poder acceder cualquier superficie y puede caer desde cualquier altura sin recibir daño. Cuando se juega con el Alien, la pantalla se distorsiona como un objetivo ojo de pez, para igualar el campo de visión del xenomorfo. Para poder ver en lugar oscuro, el jugador puede utilizar una especie de ecolocación, además de poder detectar feromonas para diferenciar entre humanos y depredadores.

## Multijugador
AvP cuenta con los modos multijugador de deathmatch, deathmatch por especies, cooperativo, tag y last man standing.

## Historia
Las historias de las tres campañas son independientes unas de otras. Jugando como Alien, el jugador comienza defendiendo el nido de un grupo de infantes de marina. Luego de esto, el jugador debe abordar sigilosamente una nave humana, el Ferarco. Cuando el sistema de autodestrucción del Ferarco es activado, se debe escapar en una nave, llegando a la Estación Espacial Gateway. Luego de explorar la nave y luchar contra más infantes de marina, el jugador debe abordar una nave con destino a la Tierra, no sin antes tener una última pelea contra dos depredadores.
La historia del Depredador comienza con la caza de humanos en un planeta donde tienen capturado a otro depredador junto con su nave. Los humanos logran crear un híbrido Alien/Depredador al que el jugador debe derrotar. Los xenomorfos que estaban siendo utilizados para los experimentos en la base humana escapan, y el depredador termina destruyendo la base y escapando en la nave espacial que los humanos habían capturado. Después, la historia lleva al depredador a Fiorina Fury 161, el lugar donde transcurrieron los hechos de Alien 3. Finalmente, el jugador debe visitar un hábitat extraterrestre, donde pelea contra xenomorfos modificados cibernéticamente, xenomorfos pretorianos y, finalmente, la reina Alien.
La campaña del infante de marina comienza en una base en LV-426, el lugar donde transcurren los hechos de Aliens. El jugador despierta en su litera y descubre que se encuentra solo y los aliens han atacado la base. A partir de ahí, debe luchar para salir del lugar, y luego a través de la nave extraterrestre en ruinas (donde el Nostromo encuentra los huevos de xenomorfos por primera vez en Alien, el octavo pasajero) y la colonia adyacente. Seguidamente el jugador debe destruir todas las instalaciones en LV-426 causando una explosión desde el generador de atmósfera. Al escapar del planetoide, debe seguir luchando contra xenomorfos más poderosos en la estación espacial que orbita a LV-426, además de un depredador y finalmente al Alien Reina a bordo de la nave espacial Tyrargo.

## Lanzamientos

### Edición gold
Luego de su lanzamiento original en 1999, se lanzó la Edición gold en 2001 con varios ajustes y adiciones al juego. Entre el contenido extra se encuentran nueve mapas nuevos para multijugador que pueden ser usados en cualquier modo y dos armas nuevas para el Marine. Entre las mejoras, se cambió el formato a los ficheros .rif y .ffl y se agregaron opciones que ayudan a personalizar más al juego.

### Classic 2000
Aliens versus Predator fue relanzado el 15 de enero de 2010. Fue renombrado Aliens versus Predator Classic 2000, y fue optimizado para fucionar en ordenadores modernos y se añadió soporte para los controles de Xbox 360. El juego inicialmente no tuvo soporte para multijugador, pero esta funcionalidad fue añadida con un parche días después de su lanzamiento. Un nuevo parche fue lanzado el 19 de enero en Steam, el cual incluía soporte para widescreen, un número ilimitado de partidas guardadas, y mejoras al control con el ratón, entre otras.

## Recepción
El juego fue bien recibido tanto por críticos como el público en general, llevando a Fox Interactive a lanzar una nueva secuela junto con Sierra. IGN le dio una calificación de 8 sobre 10, resaltando la variedad de las campañas y el elemento de terror del juego. Meristation le dio una calificación de 8.5 sobre diez, resaltando como aspectos positivos «el modo multijugador, la ambientación y las tres especies diferentes, cada una con habilidades muy distintas». El juego mantiene una calificación de 85% en el agregador de reseñas GameRankings.